# Alexandre de Riquer

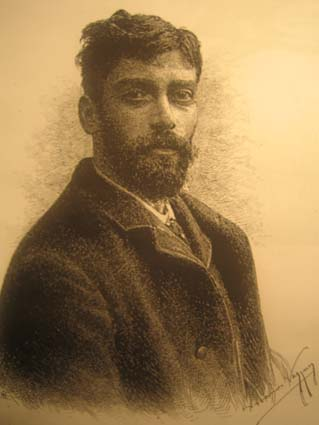
Alexandre de Riquer

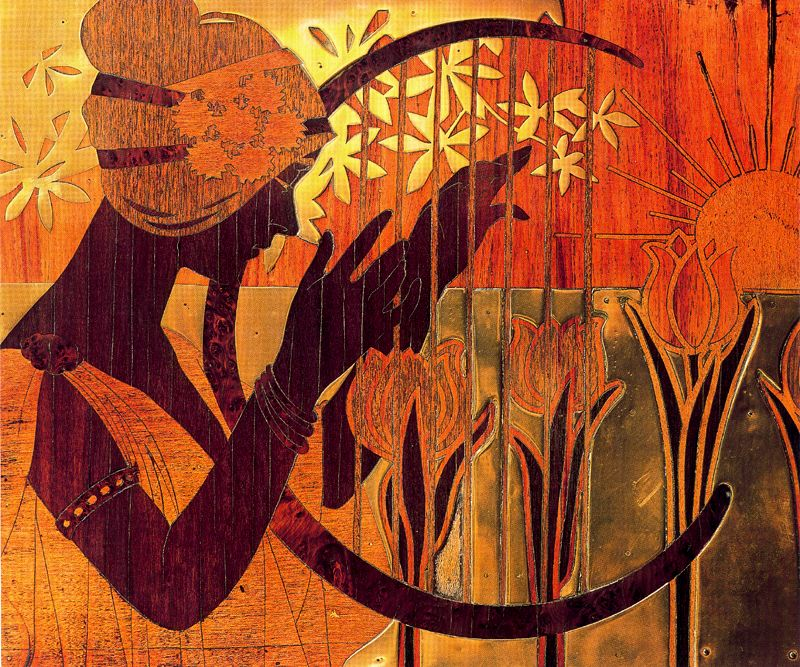
Dekorative Malerei im Gran Teatre del Liceu in Barcelona (1900)

Alexandre de Riquer i Ynglada (* 3. Mai 1856 in Calaf, Comarca Anoia; † 13. November 1920 in Palma de Mallorca) war ein katalanischer, Grafiker, Zeichner, Maler, Bibliophiler, Schriftsteller und Dichter.

## Leben
Alexandre de Riquer verbrachte seine Kindheit in den Besitztümern seiner Familie in der Nähe von Calaf und besuchte von 1864 bis 1867 das Jesuitenkolleg von Manresa. Während einer kurzen Zeit lebte Riquer bei seiner Mutter, ab 1869 bei seinem Vater, der in Frankreich als Carlist im Exil lebte, und besuchte die Schule der Unbefleckten Empfängnis in Béziers. Während dieser zwei Jahre lernte er Französisch. In dieser Zeit schuf er seine ersten Gemälde. Zwischen 1873 und 1874 studierte er, wahrscheinlich nicht immatrikuliert, an der École des Beaux Arts in Toulouse, wo er seine ersten Porträts malte. Nach der Begnadigung des Vaters kehrte Alexandre de Riquer mit ihm im April 1874 nach Barcelona zurück und setzte sein Studium an der Kunstschule Escola de La Llotja fort. Er begann damals sich mit der Literatur zu beschäftigen.
Wegen der schwierigen wirtschaftlichen Lage seiner Familie musste Riquer intensiv arbeiten, um seinen Lebensunterhalt zu verdienen. Er betrat die Welt des Publizierens um 1876 unter der Leitung seines Freundes, Schriftstellers und Illustrators Apel·les Mestres i Oñós. Er schuf Plakate, gestaltete Werbedruckschriften. 1879 reiste er nach Italien und besuchte Rom, Pisa, Florenz, Genua und Venedig. Auf der Rückreise besuchte er Paris. Zurück in Barcelona, begann er mit der Illustrierung von Zeitschriften wie „La Ilustració Catalana“ und „Art i Lletres“. 1881 kehrte er nach Italien zurück, wo er sich der Gruppe spanischer Künstler anschloss.
Im Jahr 1885 heiratete Alexandre de Riquer Dolors Palau Gonzalez de Quijano, Tochter einer angesehenen Familie. Zwischen 1886 und 1898 hatte die Ehe neun Kinder, von denen drei früh starben. Die Verantwortung einer so großen Familie war für Alexandre de Riquer ein Ansporn, sich seiner Arbeit zu widmen, besonders nach 1899, als seine Frau starb. In den 1880er Jahren war er als Illustrator von Büchern und Zeitschriften tätig.
Auf der Pariser Weltausstellung von 1889 sah er die Gemälde der englischen Präraffaeliten.
Im Jahr 1893 wurde er Mitbegründer des Künstlerkreises von Sant Lluc. Beim ersten Besuch in London im Jahr 1894 entdeckte er die moderne Art-Nouveau-Kunst des Plakates. Er wurde auch von den Londoner Sammlungen japanischer Kunst beeindruckt.
Alexandre de Riquer heiratete erneut 1911 Marguerite Laborde (1880–1973), eine französische Schriftstellerin, die unter dem Pseudonym Andrée Béarn bekannt war. Zusammen reisten sie durch Mallorca, Ibiza, Kastilien und Andalusien, und sie hatten einen Sohn, Jean de Riquer (1912–1993), der Maler und Radierer wurde. 1917 zog er nach Mallorca, wo er viele Landschaften malte und wo er drei Jahre später starb.